# Jennie
Jennie Kim MBE (em coreano: hangul: 김제니; hanja: 金珍妮; rr: Gim Jeni; MR: Kim Jeni; Seongnam, 16 de janeiro de 1996), conhecida mononimamente como Jennie (em coreano: hangul: 제니; hanja: 珍妮; romaniz.: Jeni), é uma cantora, rapper, compositora e atriz sul-coreana. Nascida e criada na Coreia do Sul, Jennie estudou na Nova Zelândia dos 9 aos 14 anos antes de retornar à Coreia do Sul em 2010. Ela estreou como integrante do girl group sul-coreano Blackpink, formado pela YG Entertainment, em agosto de 2016. Em 2023, ela fez sua estreia como atriz sob o nome artístico Jennie Ruby Jane na série de televisão da HBO The Idol.
Em novembro de 2018, Jennie fez sua estreia como artista solo com o single "Solo", que liderou a Gaon Digital Chart da Coreia do Sul e a Billboard World Digital Songs dos EUA; seu videoclipe foi o primeiro de uma solista feminina de K-pop a ultrapassar um bilhão de visualizações no YouTube. Seu single "You & Me" (2023) alcançou o primeiro lugar na Billboard Global Excl. U.S. e o top cinco na Coreia do Sul, enquanto "One of the Girls" (2023) também entrou no top dez da Billboard Global 200 e se tornou a canção de maior sucesso de uma solista feminina de K-pop na Billboard Hot 100 dos EUA. Em novembro de 2023, Jennie estabeleceu sua própria gravadora chamada Odd Atelier.
Jennie recebeu vários prêmios ao longo de sua carreira, incluindo um prêmio Gaon Chart Music, um prêmio Golden Disc. Ela é a pessoa coreana mais seguida no Instagram, e seu canal no YouTube foi o mais rápido da história a ultrapassar 1 milhão de inscritos. Jennie é conhecida por sua versatilidade musical e imagem fashion, e foi apelidada de "Chanel Humana", da qual atua como embaixadora global.

## Início de vida
Jennie nasceu em Bundang, Seongnam, Gyeonggi, Coreia do Sul, em 16 de janeiro de 1996, como filha única. Seu pai é dono de um hospital, e sua mãe, acionista da CJ E&M. Ela inicialmente frequentou a Cheongdam Elementary School em Seul antes de se mudar para a Nova Zelândia. Quando ela tinha oito anos, ela fez uma viagem com sua família para a Austrália e Nova Zelândia. Quando sua mãe perguntou se ela gostava da Nova Zelândia e queria ficar, Jennie respondeu "sim". Um ano depois, ela foi enviada para estudar na Waikowhai Intermediate School em Auckland e morava com uma família em uma host family. Jennie falou sobre sua experiência de aprender um novo idioma no documentário do MBC, English, Must Change to Survive (2006). Durante sua adolescência, ela sonhava em se tornar uma bailarina. Depois de concluir o intermediário, ela se matriculou no ACG Parnell College.
Jennie ouviu falar de K-pop pela primeira vez enquanto estava na Nova Zelândia, particularmente encontrando interesse na música da YG Entertainment. Sua mãe planejava movê-la para a Flórida, nos Estados Unidos, aos 14 anos, para continuar seus estudos para se tornar advogada ou professora; no entanto, ela não gostou da ideia e estava preocupada em não encontrar um trabalho de que gostasse morando sozinha. Sua família apoiou sua decisão e ela voltou para a Coreia do Sul em 2010, onde estudou na Cheongdam Middle School. Jennie fez o teste para a YG Entertainment naquele mesmo ano com "Take a Bow" de Rihanna, conseguindo ingressar na gravadora como estagiária. Através da High Cut Korea, ela revelou que tinha medo de estranhos e relutava em tomar iniciativas, ela mal conseguia se apresentar durante sua audição. Inicialmente uma vocalista, a empresa acreditava que ela deveria abraçar o papel de uma rapper, já que a maioria das canções que ela tocou incluía raps e ela era a única estagiária fluente em inglês na época, junto com seu coreano nativo; ela também sabe japonês básico e aprendeu francês.

## Carreira

### 2012–2017: Início da carreira e estreia no Blackpink

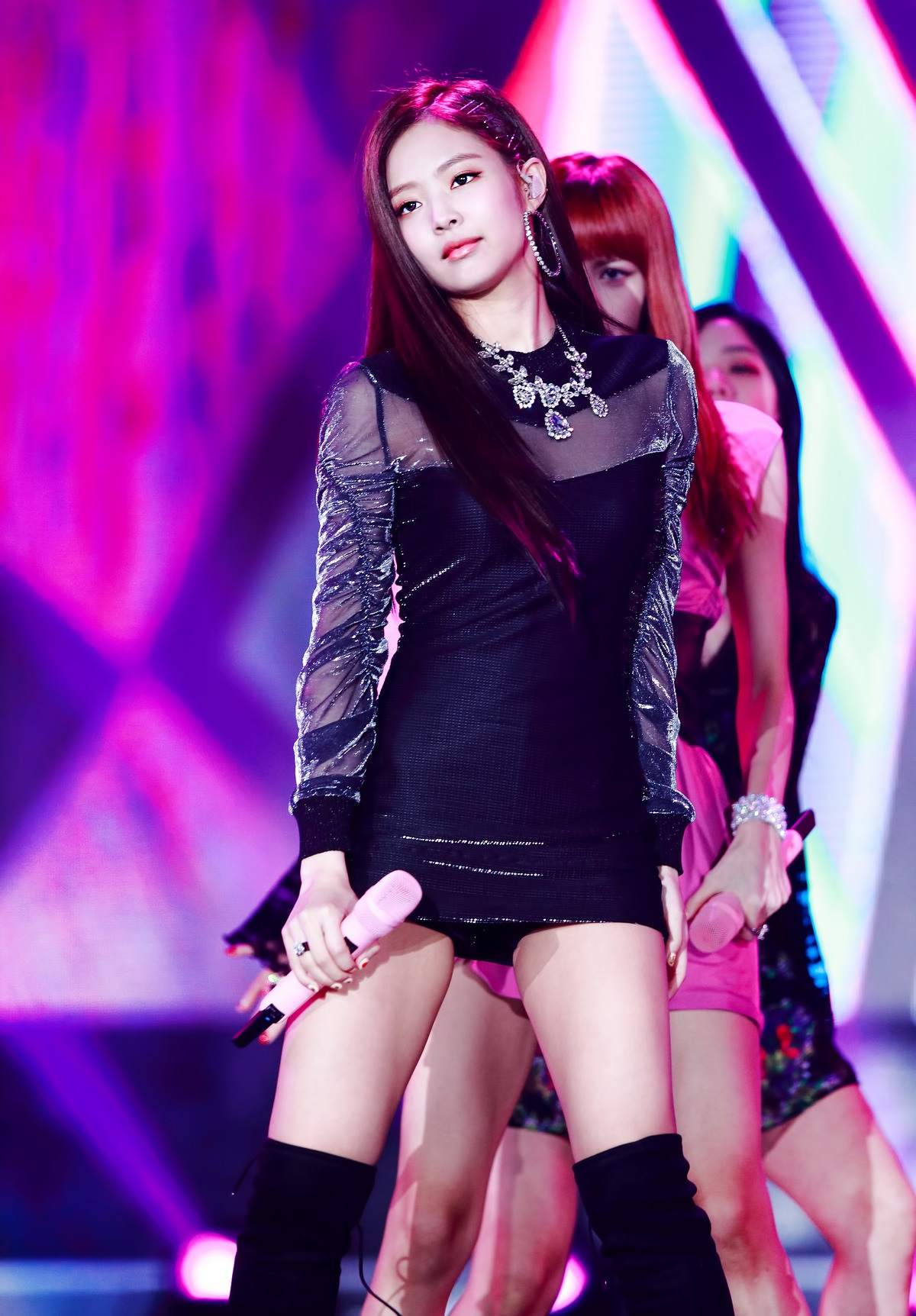
Jennie se apresentando no Korea Music Festival com o Blackpink em outubro de 2017.

Em 10 de abril de 2012, Jennie foi apresentada por meio de uma foto intitulada "Quem é essa garota?" através do blog oficial da YG Entertainment. Sua fotografia ganhou interesse de netizens, logo se tornando o tópico mais pesquisado em sites de portal sob o nome de "Garota Misteriosa". Em 30 de agosto, a YG Entertainment lançou um vídeo no YouTube através de seu blog intitulado "YG Trainee - Jennie Kim", no qual ela fez um cover da canção "Strange Clouds" de B.o.B com Lil Wayne. Em 1 de setembro, Jennie fez sua primeira aparição pública como atriz principal no videoclipe de "That XX" de G-Dragon de seu extended play One of a Kind.
Em janeiro de 2013, outro vídeo intitulado "Jennie Kim - YG New Artist", no qual ela fez um cover da canção "Lotus Flower Bomb" do rapper Wale, foi lançado. Em março, Lee Hi apresentou Jennie em sua faixa lado B "Special" de seu álbum de estreia, First Love. Em agosto, Jennie participou da faixa lado B de Seungri, "GG Be" de seu extended play Let's Talk About Love. Em setembro, ela participou da faixa lado B de G-Dragon, "Black", gravando o gancho em menos de cinco dias antes do lançamento de seu álbum Coup d'Etat. Em 8 de setembro, ela fez sua primeira aparição no palco ao lado de G-Dragon no Inkigayo da SBS.
Em 1 de junho de 2016, Jennie foi a primeira integrante a ser revelada para o mais novo girl group da YG Entertainment, o primeiro em sete anos desde 2NE1. Em 8 de agosto de 2016, ela estreou como integrante do Blackpink, ao lado de Jisoo, Rosé e Lisa, com o lançamento de seu single álbum Square One ao lado dos singles lado A duplo "Boombayah" e "Whistle". De acordo com a colega de grupo Jisoo, Jennie era responsável pelos deveres gerais e pela tomada de decisões do grupo. Jennie contou sua experiência de seis anos como trainee através do V Live, afirmando que a cada mês um grupo, uma dança e uma canção solo eram apresentadas para o CEO da gravadora, produtores e artistas assistirem e avaliarem o progresso de seu treinamento. Ela também relembrou lembranças de preparar roupas e canções, fazer acompanhamentos musicais e praticar coreografias. Em 2018, Blackpink assinou com a Interscope Records em uma parceria global com a YG Entertainment.

### 2018–presente: Popularidade crescente, estreia solo e estreia como atriz
Jennie apareceu com a integrante do Blackpink Jisoo no Running Man em julho de 2018. Um vídeo de Jennie chorando depois de passar por uma sala de terror com Lee Kwang-soo se tornou viral na Coreia do Sul, obtendo mais de um milhão de visualizações em um site e um total de mais de três milhões de visualizações em várias plataformas, VODs e redes sociais. Ela foi posteriormente selecionada como uma das melhores estrelas de variedades de 2018 após sua descoberta em Running Man. Jennie foi convidada para o show novamente depois de chamar a atenção durante sua aparição anterior. Dizem que Jennie ficou em primeiro lugar entre as escolhas de elenco e recebeu várias ofertas de diferentes programas de variedades. Em 1 de outubro, Jennie foi confirmada para se juntar ao elenco do novo programa de variedades da SBS Village Survival, the Eight, seu primeiro elenco permanente em uma série de televisão.

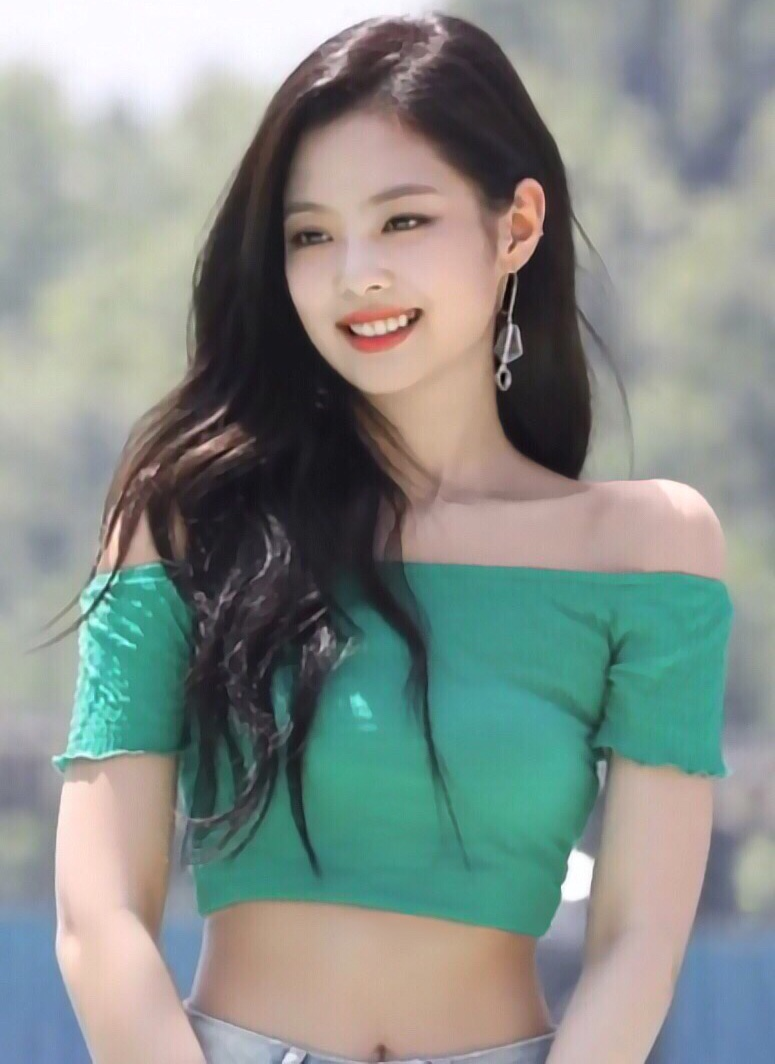
Jennie no Sprite Waterbomb Festival, 2018.

Em meados de outubro de 2018, foi feito um anúncio da estreia solo oficial de Jennie. Após uma série de teasers promocionais, foi revelado que ela lançaria um single álbum intitulado Solo com um single principal de mesmo nome. No meio da preparação para sua estreia, foi decidido que seu single "Solo" seria revelado pela primeira vez durante a turnê In Your Area do Blackpink em Seul em 10 de novembro, antes do lançamento dois dias depois. A canção foi descrita como uma faixa hip hop com elementos pop e foi projetada para mostrar o lado de Jennie como uma "garota delicada" e uma "mulher independente". Para promover o single, a YG Entertainment exibiu a série Jennie – 'Solo' Diary no YouTube, compartilhando vislumbres de seu trabalho durante o período de promoção do single.
Após o lançamento, "Solo" estreou na Gaon Music Chart como número um e alcançou uma coroa tripla por liderar simultaneamente as paradas digitais, de download e de streaming domésticas. O single permaneceu nas paradas digitais e móveis por mais duas semanas consecutivas e na parada de streaming por mais três semanas consecutivas. "Solo" foi certificado como platina por streaming pelo KMCA e logo ganhou o prêmio de Canção do Ano do mês de novembro no oitavo Gaon Chart Music Awards, bem como o prêmio Bonsang Digital no 34º Golden Disc Awards. No exterior, "Solo" liderou a tabela World Digital Songs da Billboard. Na época do lançamento, o videoclipe de "Solo" se tornou o mais visto por uma artista solo coreana de todos os tempos em um período de 24 horas no YouTube. Jennie também se tornou a primeira e única artista solo coreana a ultrapassar 300 milhões de visualizações na plataforma em seis meses após o lançamento. Em 25 de novembro, Jennie recebeu sua primeira vitória em um programa musical como artista solo no Inkigayo.
Em abril de 2019, Jennie se tornou a primeira artista solo coreana a se apresentar no Coachella. Sua apresentação foi incluída na lista "As 10 melhores coisas que vimos no Coachella 2019" da Billboard, que a chamou de "alucinante" e "impressionante" para fãs e transeuntes casuais.
Jennie co-escreveu a canção "Lovesick Girls" para Blackpink, que foi lançada em 2 de outubro de 2020 como o terceiro single do primeiro álbum de estúdio do grupo, The Album. Durante a Born Pink World Tour de Blackpink começando em outubro de 2022, ela apresentou uma nova canção solo intitulada "You & Me". Em abril de 2023, Jennie apresentou uma versão remixada da canção com um novo verso de rap durante o repertório do Blackpink como atração principal do Coachella.
Em 2023, Jennie fez sua estreia como atriz sob o nome artístico de Jennie Ruby Jane na série de televisão da HBO The Idol, que foi criada e estrelada pelo cantor canadense The Weeknd. O show foi criticado pela crítica e cancelado após sua primeira temporada. No entanto, o papel de Jennie como Dyanne, uma dançarina reserva e amiga próxima da estrela pop Jocelyn (interpretada por Lily-Rose Depp), recebeu elogios, com um clipe dela amplamente divulgado no programa antes da estreia do programa na HBO. Jennie primeiro provocou uma colaboração com The Weeknd para a trilha sonora de The Idol tocando um trecho da canção em uma festa de lançamento de sua coleção cápsula da Calvin Klein. A canção, "One of the Girls" de The Weeknd, Jennie e Lily-Rose Depp, foi lançada em 23 de junho como parte do extended play The Idol Episode 4 (Music from the HBO Original Series).
Após a conclusão da Born Pink World Tour, foi anunciado em 4 de outubro de 2023 que "You & Me" seria lançado oficialmente como single especial dois dias depois. Após seu lançamento, a canção estreou em sétimo lugar na Billboard Global 200 e liderou a parada Billboard Global Excl. U.S., tornando-se a primeira canção solo número um de Jennie na última. "You & Me" foi um sucesso comercial na Coreia do Sul e alcançou a posição número quatro na Circle Digital Chart, marcando seu segundo sucesso no top dez no país depois de "Solo". No Reino Unido, estreou no número 39 na UK Singles Chart e alcançou o número um na UK Singles Downloads Chart e UK Singles Sales Chart, fazendo de Jennie a primeira solista feminina coreana a liderar essas paradas.
Em 22 de novembro de 2023, Jennie foi investida pelo Rei Carlos III como Membro Honorário da Ordem do Império Britânico (MBE) ao lado de suas companheiras de grupo durante uma investidura especial no Palácio de Buckingham que também contou com a presença do Presidente da Coreia do Sul Yoon Suk-yeol. Em 6 de dezembro, a YG Entertainment anunciou que Jennie junto com as outras integrantes do Blackpink renovaram seus contratos para atividades em grupo e que os contratos individuais das integrantes ainda estavam em discussão. Em 24 de dezembro, Jennie revelou que fundou sua própria gravadora, Odd Atelier, em novembro de 2023. A YG Entertainment confirmou em 29 de dezembro que Jennie e as outras integrantes do Blackpink concordaram em não prosseguir com o contrato com a gravadora para atividades individuais.
A canção "One of the Girls" ganhou popularidade viral na plataforma de compartilhamento de vídeo TikTok devido ao apoio dos Blinks às partes da canção de Jennie, com fãs elogiando seus "vocais encantadores". Como resultado, foi lançado para download digital e streaming como single oficial em 8 de dezembro e posteriormente enviado para a rádio rhythmic contemporary dos EUA. Em 30 de dezembro, "One of the Girls" estreou no número 100 na Billboard Hot 100, marcando a primeira entrada de Jennie como artista solo. A canção alcançou a posição 57 na parada datada de 17 de fevereiro de 2024 e quebrou os recordes como a maior e mais longa canção na parada por uma solista feminina de K-pop. No Reino Unido, a canção alcançou a posição 21 na UK Singles Chart, marcando seu segundo hit no top quarenta. Também entrou na Billboard Global 200 em décimo lugar e no Global Excl. US na sétima posição, tornando-se seu segundo hit entre o top dez em ambas as paradas.

## Arte e imagem

### Influências e estilo musical
Quando Jennie começou a fazer rap, ela estudou o trabalho de artistas que admirava e respeitava, como Lauryn Hill e TLC. Jennie citou Rihanna como sua principal influência musical e modelo. Enquanto trabalhava no álbum do Blackpink, Jennie ouviu artistas como Lana Del Rey, Billie Eilish, Harry Hudson, H.E.R. e Kacey Musgraves. A treinadora vocal Shin Yoo-mi, que trabalhou com Blackpink por seis anos até sua estreia, treinou Jennie para sua estreia solo. Em uma entrevista, Shin descreveu Jennie como versátil, com talento para cantar, fazer rap e compor.

### Moda e imagem
Jennie começou a ler revistas de moda e olhar diferentes estilos de roupas quando era criança. Seu interesse pela moda veio de sua mãe. Jennie disse a Elle Indonesia que Chanel fez parte de sua vida desde muito jovem e que ela ainda se lembrava de sua primeira memória envolvendo a casa de moda: "Lembro-me de quando era pequena, vasculhava o guarda-roupa da minha mãe e procurava qualquer Chanel vintage que pudesse encontrar". Para sua estreia solo, ela se envolveu no planejamento e no estilo de seu próprio guarda-roupa e montou mais de 20 looks para o videoclipe de "Solo". Jennie lembrou em entrevista à Billboard que durante as filmagens do videoclipe, ela considerou a maneira como cada um se encaixaria na canção e o que ela poderia mudar, o que a ajudou a aprender muitas novas maneiras de abordar a moda. Ela afirmou em entrevista à Elle Korea que a moda se tornou um aspecto importante em sua carreira, pois ela tentava transmitir a mensagem de sua música tanto auditivamente quanto visualmente.
Embora Jennie seja conhecida por sua imagem chique e forte no palco, sua personalidade fora do palco é caracterizada por um lindo charme reverso. Ela se descreve como "quieta" e "tímida", especialmente com estranhos. Em entrevista ao Harper's Bazaar, Jennie comentou: "Minha personalidade pode ser o que as pessoas pensam sobre minha personalidade. Mas, em vez de ser uma pessoa que outras pessoas me rotularam, quero ser uma boa pessoa que pensa por si mesma". Jung Chul-min, produtor de Village Survival, The Eight, descreveu Jennie como "muito engraçada": "Ao contrário do carisma que ela mostra no palco, ela é uma pessoa tímida que tem encantos de menina e de bebê. Jennie fica mais confortável com cada episódio, ela traz mais diversão e se diverte ainda mais". Quando questionada por Elle Korea sobre ser descrita como "ícone" e "única", Jennie respondeu que "é realmente uma honra ser uma inspiração e um ser icônico para alguém. Quando você me expressa com essas palavras, sinto que [preciso] para parecer mais bonita e melhor".

## Impacto

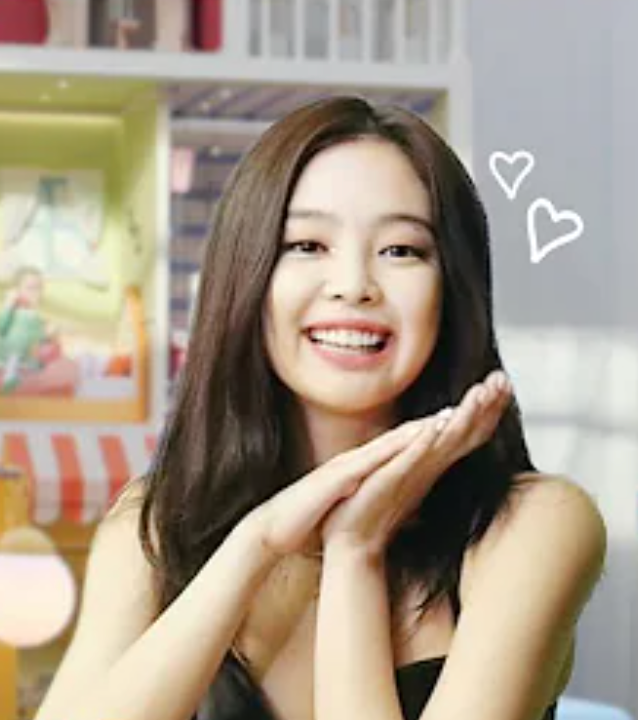
Jennie em um vídeo para Marie Claire Korea, maio de 2020

Jennie, fundamental na imagem de moda do Blackpink, foi apelidada de "Gucci Humana" e "Chanel Humana" assim que estreou. Seu portfólio de estilo também varia de Mugler, Alexander McQueen e Vivienne Westwood a marcas de nicho como Marine Serre e Richard Quinn. O senso de moda de Jennie lhe rendeu convites para eventos de moda, como a Festa de Lançamento da Coleção Summer 17 da Saint Laurent, exposição Mademoiselle Prive da Chanel, e a festa de lançamento da Coleção da Prada. Chanel a escolheu como Embaixadora da Casa depois de notar seu grande impacto comercial. Os grampos que Jennie usava em uma partição de cinco por cinco durante suas apresentações de seu single de estreia "Solo" instantaneamente se tornou tendência na Coreia do Sul e foram referidos como "grampos de cabelo de Jennie".
A primeira capa de revista de Jennie e uma pictórico solo foram para Dazed Korea com Saint Laurent em abril de 2017. Ela foi a primeira celebridade coreana a modelar para Boucheron Paris, uma marca de joias de luxo de 160 anos; foi dito que a atmosfera "elegante" e "luxuosa" de Jennie levou Boucheron a se concentrar mais em seu marketing de imagem. O pictórico, apresentado na revista de alta qualidade Heren em 2017, foi descrito como "arte que incorpora luz". Desde então, Jennie apareceu nas capas de várias revistas de moda, incluindo Dazed, Harper's Bazaar, Elle, Marie Claire, High Cut, Cosmopolitan, W, Vogue, Wonderland e Billboard.
Jennie é conhecida por seu reconhecimento de marca e poder de marketing, tendo ficado em primeiro lugar no ranking mensal do Korean Business Research Institute "Ranking de Poder de Marca de Membros Individuais de Grupos Femininos" várias vezes. Em 2021, ela se tornou a primeira coreana a acumular 50 milhões de seguidores no Instagram. Em dezembro de 2023, ela continuava sendo o indivíduo coreano mais seguido e o segundo ídolo do K-pop mais seguido, atrás da colega de grupo Lisa, com mais de 82,5 milhões de seguidores na plataforma. As fotos de suas contas de mídia social encabeçam artigos e os itens que ela apresenta tornam-se tendências. Em 2018, Jennie ficou em segundo lugar, recebendo 12,2% dos votos, na pesquisa Ídolos Mais Favoritos realizada anualmente pela Gallup Korea que envolveu 1.501 homens e mulheres coreanos entre 13 e 29 anos. Instagram nomeou a conta de Jennie como a "conta mais amada de 2018" na Coreia do Sul com base no número de visualizações e curtidas recebidas por seus stories e postagens no Instagram naquele ano.
Forbes reconheceu que Jennie está "ganhando uma nova posição nas tendências de beleza da Coreia" e citou isso como uma das razões pelas quais Blackpink ficou no topo da Forbes Korea Power Celebrity em abril de 2019. Ela foi a ídolo feminina de K-pop mais pesquisada em 2019, de acordo com o gráfico de meio de ano do Google. Naquele ano, Jennie também foi classificada como a sétima ídolo feminina de K-pop mais popular em uma pesquisa com soldados que concluíram o serviço militar obrigatório na Coreia do Sul. Na pesquisa musical da Gallup Korea em 2019, Jennie foi eleita a oitava ídolo mais popular da Coreia do Sul, à frente de suas colegas de grupo. A coleção "Jentle Home" de Jennie, lançada em abril de 2020, esgotou imediatamente em várias ocasiões, os produtos da coleção sendo reabastecidos. Em 2 de dezembro de 2020, o cantor chinês e ex-concorrente do Youth With You Ye Ziming lançou uma canção intitulada "Jennie", que continha letras sobre sua admiração por Jennie.
Em 16 de janeiro de 2021, em seu aniversário de 25 anos, Jennie iniciou seu canal oficial no YouTube. Ganhou um milhão de inscritos em menos de sete horas, tornando-se o canal mais rápido a fazê-lo na plataforma. Em 24 horas, ela acumulou mais de 1,75 milhão de inscritos e se tornou a segunda usuária do YouTube com mais inscritos no período, atrás da cantora brasileira Marília Mendonça. As perdas de vendas sofridas pela Chum Churum, uma marca soju da Lotte Corporation, devido aos impactos da pandemia COVID-19 foram relatadas como tendo se recuperado em 14–15% depois de garantirem Jennie para promover o seu produto. Também foi relatado que o preço das ações da Ace Bed subiu 28,14% depois de nomear Jennie como seu novo modelo de marca.
Jung Ah, ex-integrante do girl group de K-pop After School, apelidou sua bebê de Jennie, chamando-a de um nome "fofo e bonito" e citando sua admiração por Jennie como uma ídolo. Em agosto de 2021, Jennie foi eleita a sexta ídolo mais completa com talentos para composição, dança e canto. Ela foi o ídolo feminino mais alto da lista com 2.025 votos. Em novembro de 2021, Osen relatou que Jennie ficou em sexto lugar em ganhos de endosso de celebridades em 2021, com uma estimativa de ₩5 bilhões, apesar de aparecer apenas em cinco anúncios naquele ano.
Em 23 de fevereiro de 2022, um dia após o lançamento de seu aplicativo Jentle Garden, foi relatado que ele havia classificado como número um na categoria "popularidade" da App Store coreana, superando a plataforma de mídia social TikTok. Em março de 2022, o vídeo de YG Family intitulado 'Fifteen Nights on a Business Trip 2' com Jennie como convidada especial ultrapassou 10 milhões de visualizações no YouTube. As roupas que ela usava se tornaram virais, incluindo frases de busca em sites de portais.
Vários artistas citaram Jennie como uma influência e modelo, como Dana de Hot Issue, Nana do Woo!ah!, Belle do Cignature Miyu Kaneko do LinQ, Lily, Sullyoon e Jiwoo do Nmixx, Ningning do Aespa, Jian do Lightsum, Gaeun do LimeLight e Keena do Fifty Fifty. Atletas olímpicos Hwang Sun-woo e Kang So-hwi também são fãs de Jennie.

## Outros empreendimentos

### Endossos
Em 2019, Jennie se tornou o rosto da Hera, uma marca de beleza de luxo sul-coreana de propriedade da Amore Pacific, escolhendo Jennie para representar sua marca devido à sua imagem "elegante e luxuosa". O primeiro anúncio de batons da Hera com Jennie, a série Red Vibe, viu um aumento nas vendas em cinco vezes em comparação com o produto anterior. Devido à sua crescente popularidade, eles foram apelidados de "os batons da Jennie". Em abril de 2021, Hera lançou sua linha Rouge Holic na Amazon, com Jennie servindo como embaixadora global. Em abril de 2022, Jennie promoveu a Silky Stay Foundation da Hera.
A KT Corporation, a maior empresa de telefonia da Coreia do Sul, recrutou Jennie como modelo de endosso ao lado de Soojoo para o Samsung Galaxy S20 Aura Red e Blue, respectivamente, em fevereiro de 2020. O produto, denominado "Jennie Red", foi lançado exclusivamente para clientes KT residentes na Coreia do Sul. Em 11 de junho de 2020, Lotte Confectionery anunciou Jennie como endossante de sua marca para seu mais recente produto de lanche, Air Baked. Eles consideraram que Jennie estava "na moda" dentro do público-alvo demográfico, mulheres na faixa dos 20 e 30 anos, para o produto.
Em 2 de fevereiro de 2021, Jennie foi anunciada como o rosto da ChumChurum, uma marca de soju da Lotte Corporation. Em 10 de fevereiro, Lotte Chilsung lançou o material promocional de Jennie para a marca pela primeira vez. Em 8 de março, Jennie se tornou modelo de propaganda da Kwangdong Vita500, uma marca de bebidas com vitaminas. Em 8 de abril, Dashing Diva, uma marca global de unhas, apresentou Jennie como sua nova modelo de marca. Em 17 de agosto, ela se tornou modelo da marca sul-coreana de camas e colchões Ace Bed. Em agosto de 2022, Jennie se tornou o rosto da marca de soju Lotte Soonhari. Em setembro de 2022, Jennie se tornou modelo da marca de perfumes sul-coreana Tamburins.

### Moda
Jennie foi escolhida como a nova musa da Chanel Korea Beauty e fez seu primeiro ensaio fotográfico para a marca com a Harper's Bazaar Coreia em janeiro de 2018. Ela se tornou a embaixadora da Chanel Korea em junho. Um porta-voz da Chanel Coreia explicou que a lealdade de Jennie à marca, bem como seu estilo moderno, estava de acordo com a imagem da Chanel, pois eles visavam jovens da geração do milênio, além de seus consumidores atuais. Jennie compareceu ao lançamento da nova fragrância da Chanel, Les Eaux De Chanel, em Deauville, França, no mesmo mês. Ela conheceu e entrevistou o criador de perfumes da Chanel, Olivier Polge, e tirou fotos para sua nova coleção de fragrâncias com a Cosmopolitan Korea.
Em outubro, Jennie foi nomeada embaixadora global da Chanel. Ela participou de seu primeiro desfile de moda Chanel como representante coreana durante a Paris Fashion Week, sentando-se na primeira fila ao lado de Pharrell Williams e Pamela Anderson. Em 23 de setembro de 2021, Jennie se tornou o rosto da campanha Coco Neige 2021-22 da Chanel com fotos tiradas pelos fotógrafos holandeses Inez e Vinoodh. Em maio de 2023, Jennie fez sua estreia no Met Gala, vestida com o vestido vintage da coleção prêt-à-porter outono de 1990 da Chanel.
Em 18 de maio de 2021, Jennie se tornou o rosto da coleção Primavera 2021 de Calvin Klein, Drop 02, uma colaboração entre Calvin Klein e Heron Preston. Suas imagens de campanha foram tiradas pelo fotógrafo Kim Hee-june e dirigidas por Qiu Bohan. Em 9 de setembro de 2021, Jennie se tornou modelo para a campanha de outono de 2021 da Calvin Klein, chamada The Language of Calvin Klein, como parte da campanha digital #MyCalvins da marca. Suas fotos foram tiradas por Hong Jang Hyun. Em 16 de fevereiro de 2022, Jennie se tornou o rosto da campanha de primavera de 2022 da Calvin Klein. Em maio de 2023, Jennie lançou sua sua primeira coleção em parceria com Calvin Klein, da qual ela participou ativamente no design. Em janeiro de 2024, ela estrelou a campanha publicitária Chanel Coco Crush.
Jennie atuou como editora de moda na edição de março de 2021 da Vogue Coreia. Segundo a revista, ela participou de sessões de fotos como planejadora e ajudou a decidir o conceito, rascunhos de cabelo e maquiagem e estilo.

### Colaborações
Em 15 de abril de 2020, foi anunciado que Jennie havia colaborado com a Gentle Monster, uma marca de óculos de luxo sul-coreana, para criar uma coleção chamada "Jentle Home", inspirada nas memórias de infância de Jennie. Jennie desenhou os itens ela mesma, incluindo óculos, óculos de sol, correntes para óculos e muito mais. Em maio de 2020, Gentle Monster e Jennie abriram uma loja pop-up com tema de casa de bonecas em Gangnam-gu, Seul. Em 18 de fevereiro de 2022, Gentle Monster anunciou o lançamento do jogo para celular Jentle Garden, sua segunda colaboração com Jennie, lançado em 22 de fevereiro na Google Play e App Store. O jogo foi lançado para comemorar a próxima colaboração de produto, prevista para ser lançada em meados de março.
Em 10 de março de 2022, Jennie e Gentle Monster lançaram sua terceira colaboração, uma coleção de óculos chamada "Jentle Garden". As fotos da campanha foram tiradas pelo fotógrafo francês Hugo Comte. Dias depois, Jennie e Gentle Monster abriram uma loja pop-up com tema de mundo de fantasia em Gangnam-gu, Seul. A casa na loja pop-up foi projetada por Jennie. Em abril de 2022, Jennie e Gentle Monster lançaram uma coleção limitada de óculos intitulada Lesyeuxdenini, que estava disponível apenas na loja principal da Gentle Monster em Los Angeles. Jennie desenhou a embalagem de couro e o chaveiro de flores da coleção. Em 12 de outubro de 2022, foi anunciado que Jennie havia iniciado uma parceria com a montadora alemã Porsche e ajudado no processo de design de um carro personalizado feito para ela, chamado Jennie Ruby Jane no modelo de um Taycan 4S Cross Turismo.

### Filantropia
Jennie faz parte da campanha "Protect Our Family" do Cheongdam Woori Animal Hospital desde 2018, que ajuda a proteger animais de estimação e resgatar cães abandonados. Em novembro de 2023, ela participou do 18º Evento Beneficente da Campanha de Conscientização sobre o Câncer de Mama, uma gala beneficente para arrecadar fundos para exames, cirurgias e tratamento do câncer para pessoas de baixa renda.

## Discografia
- Ruby (2025)

## Filmografia

### Séries de televisão
| Ano  | Título                      | Papel            | Notas                           | Ref.            |
| ---- | --------------------------- | ---------------- | ------------------------------- | --------------- |
| 2018 | Village Survival, the Eight | Membro do elenco |                                 | [ 206 ]         |
| 2023 | The Idol                    | Dyanne           | Creditada como Jennie Ruby Jane | [ 63 ]          |
| 2024 | Apartment 404               | Membro do elenco |                                 | [ 207 ]         |
| 2024 | My Name is Gabriel          | Maria            |                                 | [ 208 ] [ 209 ] |

### Web shows
| Ano  | Título             | Papel     | Notas       | Ref.   |
| ---- | ------------------ | --------- | ----------- | ------ |
| 2018 | Jennie: Solo Diary | Ela mesma | 6 episódios | [ 49 ] |

### Aparições em videoclipes
| Ano  | Título           | Artista  | Diretor    | Duração | Ref.    |
| ---- | ---------------- | -------- | ---------- | ------- | ------- |
| 2012 | "That XX"        | G-Dragon | Han Sa-min | 3:34    | [ 210 ] |
| 2022 | "Shinigami Eyes" | Grimes   | BRTHR      | 3:20    | [ 211 ] |

## Concertos e turnês

### Turnês Mundiais
- The Ruby Experience

### Festivais
- Superpop Japan (2024)
- Coachella (2025)

## Prêmios e indicações
| Cerimônia de premiação    | Ano  | Categoria                                  | Indicado(s) / Trabalho(s)                | Resultado | Ref.    |
| ------------------------- | ---- | ------------------------------------------ | ---------------------------------------- | --------- | ------- |
| Asia Artist Awards        | 2023 | Prêmio de popularidade – Cantor (Feminino) | Jennie                                   | Indicado  | [ 212 ] |
| Brand of the Year Awards  | 2022 | Modelo Publicitário do Ano – Feminino      | Jennie                                   | Venceu    | [ 214 ] |
| Circle Chart Music Awards | 2019 | Artista do Ano – Canção Digital (Novembro) | "Solo"                                   | Venceu    | [ 215 ] |
| Circle Chart Music Awards | 2024 | Prêmio Mubeat Global Choice – Feminino     | Jennie                                   | Indicado  | [ 216 ] |
| The Fact Music Awards     | 2021 | Artista escolhido por Fan N Star           | Jennie                                   | Listada   | [ 217 ] |
| The Fact Music Awards     | 2021 | Escolha individual de Fan N Star           | Jennie                                   | Listada   | [ 218 ] |
| The Fact Music Awards     | 2024 | Melhor Música Inverno                      | "You & Me"                               | Indicado  | [ 219 ] |
| Genie Music Awards        | 2019 | O solo feminino                            | Jennie                                   | Indicado  | [ 220 ] |
| Golden Disc Awards        | 2019 | Melhor Canção Digital (Bonsang)            | "Solo"                                   | Venceu    | [ 52 ]  |
| Golden Disc Awards        | 2019 | Canção do Ano (Daesang)                    | "Solo"                                   | Indicado  | [ 52 ]  |
| Mnet Asian Music Awards   | 2019 | Artista do Ano                             | Jennie                                   | Indicado  | [ 221 ] |
| Mnet Asian Music Awards   | 2019 | Melhor Performance de Dança Solo           | "Solo"                                   | Indicado  | [ 221 ] |
| Mnet Asian Music Awards   | 2019 | Melhor Artista Feminina                    | Jennie                                   | Indicado  | [ 221 ] |
| Mnet Asian Music Awards   | 2019 | Canção do Ano                              | "Solo"                                   | Indicado  | [ 221 ] |
| Philippine K-pop Awards   | 2018 | Melhor Artista Solo Feminina               | Jennie                                   | Venceu    | [ 222 ] |
| SBS Entertainment Awards  | 2018 | Prêmio Revelação (Feminino)                | Running Man, Village Survival, the Eight | Indicado  | [ 223 ] |
| SBS Entertainment Awards  | 2018 | Prêmio Ladrão de Cena                      | Running Man, Village Survival, the Eight | Indicado  | [ 224 ] |
| Weibo Starlight Awards    | 2021 | Hall da Fama da Luz do Starlight (Coreia)  | Jennie                                   | Venceu    | [ 225 ] |

### Honras estaduais
| País        | Ano  | Honha                                           | Ref.   |
| ----------- | ---- | ----------------------------------------------- | ------ |
| Reino Unido | 2023 | Mais Excelente Ordem do Império Britânico (MBE) | [ 75 ] |